# 324 kompania łączności
324 kompania łączności (ang. 324th Signal Company) – kompania łączności, aktualnie w składzie 41 Brygady Artylerii Polowej 1 Dywizji Kawalerii.

## Historia
Korzenie 324th Signal Network Support Company sięgają 6 stycznia 1943, kiedy została powołana do życia w armii Stanów Zjednoczonych jako 324th Signal Company Wing i aktywowana podczas II wojny światowej, 10 stycznia 1943 w Camp Pinedale w Kalifornii. Kompania brała udział w walkach na europejskim teatrze wojennym podczas Operacji Shingle i w Nadrenii. 14 listopada 1945, po zakończeniu wojny, kompania została dezaktywowana w Camp Pinedale w Kalifornii.
31 sierpnia 1966 jednostka została przekształcona w 324th Signal Company i przydzielona do regularnej armii, a 24 grudnia 1966 aktywowana w Fort Hood w Teksasie. Kompania brała udział w walkach podczas wojny wietnamskiej w kontrofensywie, w fazach III – VI oraz w kontrofensywach Tết i Tết 69. 15 listopada 1969, po zakończeniu walk, jednostka została dezaktywowana w Wietnamie.
16 grudnia 2004 aktywowana w Fort Hood w Teksasie.

## Udział w kampaniach
- II wojna światowa teatr europejski 1941 – 1945
- Wojna koreańska 1950 – 1951
- Wojna wietnamska 1965 – 1972
- I wojna w Zatoce Perskiej 1990 – 1991
- II wojna w Zatoce Perskiej
  - Iraqi Freedom I – 2003
  - Iraqi Freedom IV – 2006 – 2008
  - Iraqi Freedom VI – 2008 – 2010
  - Iraqi Draw Down 2009 – 2010
  - New Dawn 2010 – 2011[1]

## Odznaczenia
Medale i nagrody za udział w kampaniach
| Medal                         | Wstęga | Inskrypcja na wstędze                                            |
| ----------------------------- | ------ | ---------------------------------------------------------------- |
| Meritorious Unit Commendation |        | EUROPEAN THEATER VIETNAM 1967-1968 IRAQ 2005-2006 IRAQ 2008-2009 |

| Medal                                                | Wstęga | Kampania |
| ---------------------------------------------------- | ------ | --- |
| Medal Kampanii Europy-Afryki-Bliskiego Wschodu (USA) |        | Rome-Arno Rhineland |
| Krzyż Waleczności z palmą (Rep. Wietnamu)            |        | Counteroffensive, Phase III Tet Counteroffensive Counteroffensive, Phase IV Counteroffensive, Phase V Counteroffensive, Phase VI Tet 69/ Counteroffensive Summer-Fall 1969 Winter-Spring 1970 |
| Medal Służby w Azji Południowo-Zachodniej            |        | Defense of Saudi Arabia Liberation and Defense of Kuwait Cease-Fire |
| Medal Kampanii w Iraku                               |        | Iraq |